# Chaetocarpus ferrugineus
Chaetocarpus ferrugineus là một loài thực vật có hoa trong họ Peraceae. Loài này được Philcox mô tả khoa học đầu tiên năm 1995.